# گبلی
گبلی (به لاتین: Gbely) یک شهرک با جمعیت ۵٬۱۴۹ نفر که در Skalica District، اسلواکی واقع شده‌است.